# José Domínguez Bécquer
José María Domínguez Bécquer – hiszpański malarz kostumbrysta tworzący w XIX wieku.
Studiował, a później wykładał na Akademii Sztuk Pięknych w Sewilli. Był przedstawicielem hiszpańskiego kostumbryzmu, malował głównie scenki rodzajowe niewielkiego formatu przedstawiające lokalne zwyczaje (Un majo y una maja, El zapatero en el portal). Malował również portrety, dzieła o tematyce religijnej, uprawiał akwarelę i rysunek.
W 1827 r. ożenił się z Joaquiną de Bastida y Vargas, z którą miał ośmioro dzieci, między nimi znanego malarza Valeriano i poetę Gustavo. Jego bliski kuzyn Joaquín Domínguez Bécquer również był znanym malarzem.